# 堀井雅広
堀井 雅広（ほりい まさひろ、1951年12月4日 - ）は日本中央競馬会 (JRA) ・美浦トレーニングセンターに所属していた元騎手・元調教師。戸籍上の表記は雅廣である。

## 来歴
中学卒業後、世田谷馬事公苑での騎手課程試験を受験したが不合格であり、高校卒業後、再度試験を受け合格した。
1973年、3月より中山（のちに美浦）・宮沢今朝太郎厩舎所属で騎手となる。
1985年、3月より美浦・清水美波厩舎所属となる。
1988年、フリーとなる。
1994年、2月に調教師免許を取得し騎手を引退する。通算成績は2755戦181勝。
1995年、厩舎を開業する。3月4日、初出走となった中山競馬場での第1レースは、リッチモンドロマンが6番人気で4着となる。5月6日、東京競馬場での第8レースで15番人気だったマイネルエンブレムが勝利し、のべ35戦目で初勝利を挙げる。また、この年の鳴尾記念をカネツクロスが制し、JRA重賞初勝利を挙げる。
2004年、朝日杯フューチュリティステークスをマイネルレコルトが制しJRAGI初勝利を挙げる。
2022年2月28日付けで定年のため、調教師を引退した。
調教師としての信条は出走回数の多さであり、レースに年間300回使うことが目標であるという。関東の厩舎であるが、武豊を積極的に起用する。

## 騎手成績
| 通算成績 | 1着 | 2着 | 3着 | 騎乗数 | 勝率 | 連対率 |
| -------- | --- | --- | --- | ------ | ---- | ------ |
| 平地     | 181 | 167 | 231 | 2755   | .066 | .126   |

|                    | 日付          | 競走名       | 馬名           | 頭数 | 人気 | 着順 |
| ------------------ | ------------- | ------------ | -------------- | ---- | ---- | ---- |
| 初騎乗             | 1973年3月10日 | 未出走未勝利 | アイアンナイン | 15頭 | 10   | 6着  |
| 初勝利             | 1973年7月21日 | 相馬特別     | リサ           | 9頭  | 5    | 1着  |
| 重賞初騎乗・初勝利 | 1973年8月12日 | 七夕賞       | サンヨウコウ   | 4頭  | 2    | 1着  |
| GI級初騎乗         | 1977年4月17日 | 皐月賞       | テンザンサクラ | 19頭 | 12   | 18着 |

### おもな騎乗馬
- サンヨウコウ（1973年七夕賞、1973年福島記念2着、1975年関屋記念2着）
- ニッショウ（1976年東北記念、1977年福島大賞典2着）
- タカシリュウ（1977年アラブ王冠（秋）3着）

## 調教師成績
|                    | 日付           | 競馬場・開催  | 競走名       | 馬名               | 頭数 | 人気 | 着順 |
| ------------------ | -------------- | ------------- | ------------ | ------------------ | ---- | ---- | ---- |
| 初出走             | 1995年3月4日   | 2回中山3日1R  | 4歳未勝利    | リッチモンドロマン | 16頭 | 6    | 4着  |
| 初勝利             | 1995年5月6日   | 2回東京5日8R  | 5歳上500万下 | マイネルエンブレム | 16頭 | 15   | 1着  |
| 重賞初出走・初勝利 | 1995年12月9日  | 1回阪神3日11R | 鳴尾記念     | カネツクロス       | 12頭 | 1    | 1着  |
| GI初出走           | 1996年11月3日  | 5回京都2日10R | 菊花賞       | マイネルスピリット | 17頭 | 17   | 15着 |
| GI初勝利           | 2004年12月12日 | 5回中山4日11R | 朝日杯FS     | マイネルレコルト   | 16頭 | 2    | 1着  |

### 主な管理馬
- カネツクロス（1995年鳴尾記念、1996年アメリカジョッキークラブカップ）
  - 1995年の鳴尾記念と1996年のアメリカジョッキークラブカップ、日経賞は管理する西塚安夫調教師が馬主名義貸しに関与した件で調教停止処分を受けたため、一時転厩。日経賞のあとに処分が明け、西塚厩舎に戻っている。
- マルターズスパーブ（2000年フラワーカップ）
- ユーワファルコン（2000年中日スポーツ賞4歳ステークス）
- シベリアンメドウ（2001年京王杯2歳ステークス）
- マイネルモルゲン（2004年ダービー卿チャレンジトロフィー、京成杯オータムハンデキャップ、2005年京成杯オータムハンデキャップ）
- マイネルレコルト（2004年新潟2歳ステークス、朝日杯フューチュリティステークス）
- ボンネビルレコード（2007年帝王賞、2008年かしわ記念、日本テレビ盃）
- アポロドルチェ（2007年京王杯2歳ステークス）
- アポロマーベリック（2013年東京ジャンプステークス、中山大障害、2014年中山グランドジャンプ）
- マルターズアポジー（2016年福島記念、2017年小倉大賞典、関屋記念）

## おもな厩舎所属者
※太字は門下生。括弧内は厩舎所属期間と所属中の職分。
- 吉田隼人（2004年-2007年 騎手）
- 天間昭一（2005年-2006年 騎手）
- 石神深一（2007年-2008年 騎手）
- 鈴木慎太郎（2012年 - 2019年、調教助手）現調教師